# Anthony van Hoboken
Anthony van Hoboken (Rotterdam, 23 de març de 1887- Zúric, 1 de novembre de 1983) fou un musicòleg neerlandès.
Deixeble de Heinrich Schenker, el 1922 es va casar amb Annemarie Seidel i se'n separà el 1932.
Hoboken és conegut pel seu catàleg de les composicions de Franz Joseph Haydn, titulat J. Haydn, Themathisch-bibliographisches Werkverzeichnis i publicat l'any 1957. De llavors ençà hom es refereix a les composicions de Haydn amb el seu "número de Hoboken" (normalment abreujat "Hob." o "H."), pres d'aquest catàleg.

## La vida
1887–1919
Hoboken va néixer a Rotterdam en una família que va tenir èxit en els negocis, la banca i l'enviament. Personalment estava molt bé i al llarg de la vida, generalment, les seves eleccions es feien sense tenir en compte la necessitat de guanyar-se la vida. Es va formar com a enginyer (1906-1909) a l'Escola Tècnica de Delft. Passant a la música, es va matricular el 1909 al Conservatori Hoch de Frankfurt, on va estudiar harmonia amb Bernhard Sekles i composició amb Iwan Knorr. El 1917 es va traslladar a Múnic, on va construir la seva pròpia vila el 1919 i va viure en cercles bohemis i intel·lectuals.

## La seva col·lecció de documents musicals
El benestar de Hoboken li va permetre recollir les primeres edicions i manuscrits de música des de Bach fins a Brahms. Aquesta col·lecció, iniciada l'any 1919 sota la direcció del compositor Otto Vrieslander, va arribar finalment a més de 5.000 articles, inclosos més de 1.000 de Haydn. Entre els elements de Haydn hi havia els quartets de corda Op. 17, 20, 64 i 77; la sonata per a piano H XVI:49; i set de les dotze simfonies de "Londres". Molt més tard (1971), la col·lecció va ser comprada per l'estat austríac i ara resta a la Biblioteca Nacional Austríaca de Viena.

## Matrimoni i estudis amb Schenker
El 1922 Hoboken es va casar amb Annemarie Seidel (1895-1959), una actriu a qui havia rescatat d'una malaltia derivada de viure a la humitat apartament del soterrani del seu antic amant. Amb la fortuna d'Hoboken, la parella va portar un estil de vida agradable. L'amic i professor d'Hoboken, Heinrich Schenker, va informar més tard d'una vetllada social amb Hoboken al seu apartament de Viena:
| « | A les 9, a Hoboken (hi quedem fins a les 3:45!)... Toca el conjunt Tautenhayn! Hoboken no em diu fins a les 11 que la seva dona està estirada a l'hospital, però l'assumpte no és greu. La tarda va passar molt bé; la total naturalitat en la tertúlia, i en la nostra relació amb els músics; les habitacions; l'àpat preciós i sumptuós i la seva presentació (per la qual vam oferir al xef un brindis, amb aplaudiments): ens van causar una impressió excepcional a tots. | » |

 L'amistat amb Schenker havia començat al voltant de 1924 (les seves famílies van passar de vacances juntes), i el 1925 Hoboken va traslladar la seva família a Viena perquè pogués començar els estudis formals amb Schenker. Va assistir a classes dues vegades per setmana a partir d'aquell any i fins a 1932.
La fortuna d'Hoboken li va permetre proporcionar subvencions per facilitar la publicació d'una sèrie d'obres de Schenker. També va poder permetre's al seu propi bibliotecari per mantenir la seva col·lecció de primeres edicions i autògrafs. Per a aquest càrrec va escollir Otto Erich Deutsch, un altre amic de Schenker, que va aconseguir una eminència musicològica per dret propi. Deutsch va treballar per Hoboken de 1926 a 1935.

## El projecte Meister-Archiv
El 1927 Schenker i Hoboken van emprendre un projecte en nom de la Biblioteca Nacional d'Àustria per crear un arxiu que contingués còpies fotogràfiques dels manuscrits musicals dels grans compositors ("Arxiu für Photogramme musikalischer Meisterhandschriften"; "Arxiu d'imatges fotogràfiques de manuscrits mestres musicals"). La seva crida a la participació d'altres biblioteques va subratllar dos punts. En primer lloc, les edicions contemporànies de la música estaven plenes de material interpolat que no es trobava a l'original i la disponibilitat de còpies fotogràfiques facilitaria la preparació d'edicions més precises. En segon lloc, van assenyalar que els manuscrits històrics són vulnerables a la destrucció o la pèrdua. Aquest darrer punt era previsor, ja que la Segona Guerra Mundial, que va esclatar dotze anys més tard, va provocar grans danys i robatoris als arxius erudits d'Europa; una sèrie de documents sobreviuen avui únicament com a resultat del projecte Meister-Archiv.
1932–1983
El 1932 Hoboken es va divorciar de la seva primera dona Seidel (amb qui no havia tingut fills) i cap al 1934 es va tornar a casar amb Eva Hommel [de], una ballarina i autora que tenia el nom artístic d'Eva Boy; la parella en va tenir una; nen (Anthony Jr., 1937). Les tensions financeres de la pensió alimentària i una nova llar van reduir el que Hoboken podia gastar en projectes que incloïen Schenker, inclòs l'arxiu fotogràfic, i la seva relació es va "agriar". Hoboken, però, va escriure un càlid homenatge obituari després de la mort de Schenker el 1935.
El catàleg de Haydn que ara porta el nom de Hoboken es va iniciar en format de targeta l'any 1934; el treball va continuar fins a la publicació del tercer i darrer volum de llibres el 1978.
Quan l'Alemanya nazi va prendre Àustria el 1938 (l'"Anschluss"), Hoboken es va traslladar a Suïssa i on va romandre la resta de la seva vida. Va viure primer amb la seva família a la casa del director d'orquestra Wilhelm Furtwängler a St. Moritz; del 1940 al 1950 va viure a Lausana, i del 1951 al 1977 a Ascona. El 1977 es va traslladar a Zuric, on va morir el 1983 als 96 anys.

## El catàleg de Hoboken
El seu major èxit, l'obra de més de quaranta anys, va ser el "Catàleg Hoboken", o més formalment Joseph Haydn, Thematisch-bibliographisches Werkverzeichnis. Es tracta d'un catàleg, de prop de 2.000 pàgines, que va posar ordre a la producció musical incompleta de Joseph Haydn. El catàleg va resultar influent i les obres de Haydn avui en dia sovint es fan referència al "número de Hoboken" (normalment abreujat com a "Hob" o simplement "H") pel qual es designen en aquest catàleg.

King i Gemert ofereixen una valoració del treball a New Grove:
| « | El primer volum, dedicat a les obres instrumentals, va ser criticat per la manca d'informació sobre les fonts manuscrites. No obstant això, el llarg estudi de Hoboken va establir el corpus de l'enorme producció de Haydn, va tractar el problema dels arranjaments i les obres supòsits i, en general, va portar ordre i identitat a una àmplia àrea on molta confusió, contenció i incertesa van regnar durant 150 anys. Totes les futures beques Haydn estaran en deute de Hoboken. Va aconseguir per Haydn el que Köchel va fer per a Mozart (vegeu el Catàleg Köchel) i això també en una generació d'estàndards bibliogràfics molt més alts. | » |

## Honors
Els serveis d'Hoboken a la beca van ser reconeguts a principis de 1932, quan va rebre el Grosse Silberne Ehrenzeichen del govern d'Àustria; més tard seguiria diversos títols honorífics, un títol de cavaller, etc.

## Influència
Proksch atribueix certa influència a Hoboken en el renaixement de la reputació crítica de Haydn al segle xx, no només com a resultat del treball sistematitzador del seu catàleg, sinó també per la seva influència sobre el seu mestre Schenker (la pròpia influència del qual en l'estudi musical en general va ser molt substancial). Schenker en els seus primers estudis sobre Haydn s'havia basat en edicions inexactes i es va beneficiar del seu accés gratuït a la col·lecció de manuscrits de Haydn de Hoboken. Quan Hoboken va escriure a Schenker el 1927 que havia acabat la bossa i la indexació de la seva col·lecció Haydn, Schenker va respondre amb una carta profundament agraïda que va predir l'augment posterior de la fortuna crítica de Haydn:
| « | Pot ser que tinguis una satisfacció merescuda d'haver avançat tant la causa de Haydn amb la teva preciosa col·lecció de primeres edicions. Déu n'hagués concedit que els cops de bona sort seguissin el ritme del que esteu lluitant, que tots encara li devem a Haydn, on diable s'amaguen les seves coses!... Sens dubte que Haydn, que avui s'ha enfonsat al nivell dels intèrprets infantils, un dia tornarà a passar dels nens als adults, ja que bàsicament les persones més rares i adultes de totes pertanyen al seu cercle. | » |